# Acanthodoris hudsoni
Acanthodoris hudsoni is een zeenaaktslak die voorkomt in het oosten van de Grote Oceaan. De soort kan een lengte kan bereiken van 2 cm.